# Pacífic (moneda)

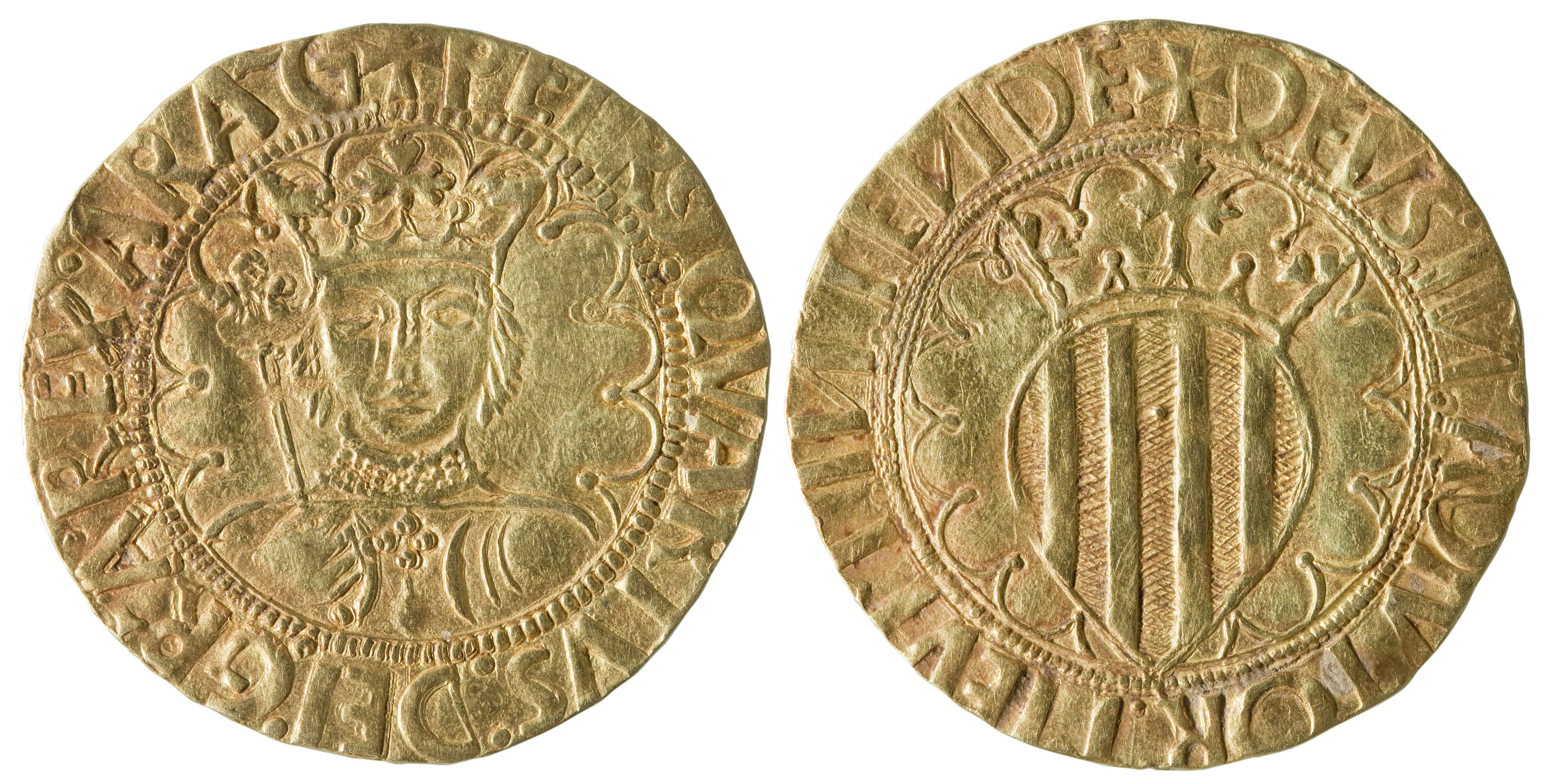
Pacífic d'or de Barcelona, Pere IV, conservada al Museu Nacional d'Art de Catalunya.

El pacífic era una moneda d'or de 20 quirats, creada l'any 1465 per Pere de Portugal, durant la Guerra Civil Catalana del segle xv.
L'aparició del pacífic fou la causa que Joan II deixés d'encunyar florins i comencés a encunyar ducats de 23,75 quirats.